# Selenia kentaria
Selenia kentaria là một loài bướm đêm trong họ Geometridae.

## Hình ảnh

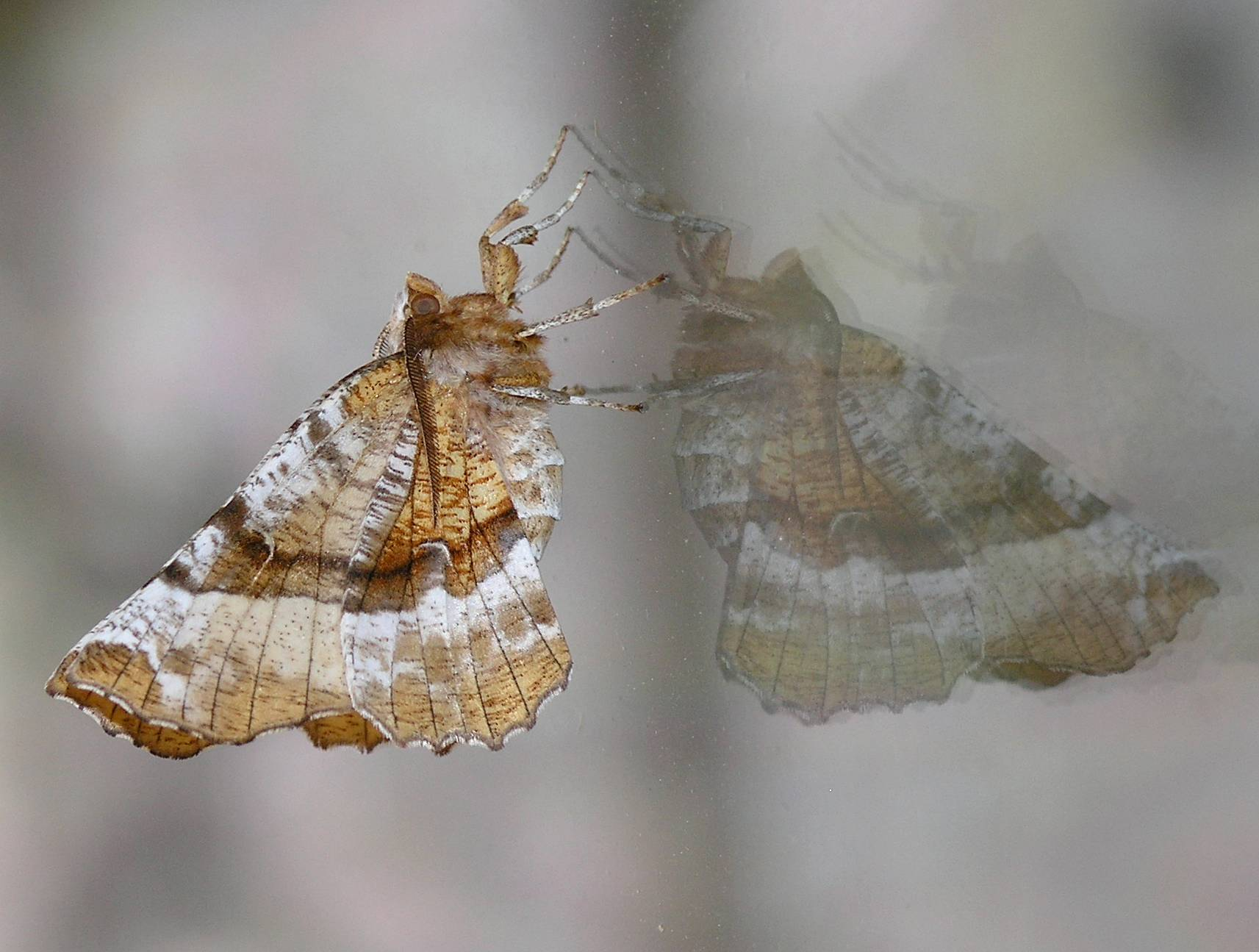